# Nagy Varga Dezső
Nagy Varga Dezső (Nagyölved, 1927. március 8. – Pécs, 2012. január 20.) magyar mezőgazdász, politikus, országgyűlési képviselő.

## Életpályája

### Iskolái
Adorjáson járt általános iskolába. 1944-ben mezőgazdasági szakiskolát végzett Siklóson. 1947–1950 között a pécsi Erzsébet Tudományegyetem Jog- és Államtudományi Karának hallgatója volt. 1948-ban Dániában, Roskilde-ben Agrár Pártfőiskolát végzett.

### Pályafutása
1948–1950 között szülei parasztgazdaságában dolgozott. 1950-ben a családot kulákká nyilvánították, földjüket a TSZ. betagosította. 1950. június 23-án internálták. 1950–1953 között különböző munkatáborokban – Recsken is – fogoly volt. 1953. szeptember 1-én szabadult. Mivel bírói ítélet nélkül zárták el, ezért nem rehabilitálták. 1953–1960 között raktáros, kocsikísérő volt. Ezután a Baranya Megyei TSZKER. termelési osztályvezetője volt, a Baranya Megyei ZÖLDÉRT értékesítési osztályvezetője volt. 1988-ban nyugdíjba vonult. 1990-től a Dunamelléki Egyházkerület és a Magyar Református Egyház Zsinatának tagja volt. 

### Politikai pályafutása
1945–1946 között a Magyar Parasztszövetség szervezője volt. 1945–1947 között a Nemzeti Parasztpárt (NPP) tagja volt, majd kilépett. 1989-ben részt vett a Parasztszövetség újjáalakításában Törökkoppányban. 1989-től az FKGP tagja volt. 1989–1991 között országos elnökhelyettes volt. 1990–1994 között országgyűlési képviselő (1990–1991: FKGP; 1991–1993: 36-ok; 1993–1994: EKGP) volt. 1990–1994 között a Gazdasági bizottság tagja volt.

## Családja
Szülei: Nagy Varga János és Molnár Eszter voltak. Két lánytestvére volt: Irma (1925–?) és Margit (1929–?). 1956–1989 között Kovács Julianna volt a felesége. Három gyermekük született: Julianna (1957), Eszter (1958–) és Dezső (1962–).